# Короли танцпола (сезон 1)
Первый сезон Королей танцпола начался 7 февраля 2008.
Первый сезон вели Mario Lopez и Layla Kayleigh как закулисный корреспондент. Судили шоу балерина и рэпер Lil Mama, бывший певец *NSYNC JC Chasez и хореограф хип-хопа Shane Sparks. 27 марта 2008 JabbaWockeez были объявлены победителем первого сезона и получили приз 100 000$ (USD).

## Прослушивания
Передача особенна в том, что там участвует команды со всей территории США, и в первый сезон эти команды прослушиваются в четырёх городах: Нью-Йорк, Атланта, Чикаго и Лос-Анджелес. В общей сложности были выбраны 12 танцевальных команд из этих четырёх городов и были разбиты на четыре области: Восточное побережье, Средний запад, Юг и Западное побережье.
| Восточное побережье | Средний запад | Юг               | Западное побережье |
| ------------------- | ------------- | ---------------- | ------------------ |
| Status Quo          | Breaksk8      | Live In Color    | JabbaWockeez       |
| ICONic              | Femme 5       | Enigma Dance Kru | Kaba Modern        |
| The Movement        |               | Full Out         | Fysh N Chicks      |
|                     |               |                  | Automatic Response |

## Результат
| Выбыл | В двойке худших | Второе место | Победитель |

| Место                                                                | Неделя             | 26/01/08† | 7/02/08   | 14/02/08  | 21/02/08  | 28/02/08  | 6/03/08   | 13/03/08  | 20/03/08  | 27/03/08  |
|                                                                      | Команда            | Результат | Результат | Результат | Результат | Результат | Результат | Результат | Результат | Результат |
| 1                                                                    | JabbaWockeez       |           |           |           |           |           |           |           |           |           |
| 2                                                                    | Status Quo         |           |           |           |           |           |           |           |           |           |
| 3                                                                    | Kaba Modern        |           |           |           |           |           |           |           |           |           |
| 4                                                                    | Breaksk8           |           |           |           |           |           |           |           |           |           |
| 5                                                                    | Fysh N Chicks      |           |           |           |           |           |           |           |           |           |
| 6                                                                    | Live In Color      |           |           |           |           |           |           |           |           |           |
| 7                                                                    | ICONic             |           |           |           |           |           |           |           |           |           |
| 8                                                                    | Femme 5            |           |           |           |           |           |           |           |           |           |
| 9                                                                    | Enigma Dance Kru   |           |           |           |           |           |           |           |           |           |
| 10                                                                   | Automatic Response |           |           |           |           |           |           |           |           |           |
| 10                                                                   | Full Out           |           |           |           |           |           |           |           |           |           |
| 10                                                                   | The Movement       |           |           |           |           |           |           |           |           |           |
| † Особые прослушивания определили десять команд для премьеры сезона. |                    |           |           |           |           |           |           |           |           |           |

## События

### Неделя 1: Мастер Конкурс
- Снято 7 февраля 2008

Каждая команда танцует под песню, которую они выбрали. Команды были разбиты на три группы, и лучшая команда от каждой группы (которую выбрали судьи) будет в безопасности от выбывания на этой неделе, и эта команда переходит в следующий тур. Пять команд были спасены судьями, а одна команда выбывает.
| Команда          | Песня                                                                         |
| ---------------- | ----------------------------------------------------------------------------- |
| Live In Color    | «Watch Them Roll», исполнитель Sean Paul                                      |
| JabbaWockeez     | «Apologize», исполнитель Timbaland feat OneRepublic                           |
| Fysh N Chicks    | «Whine Up», исполнитель Kat DeLuna feat Elephant Man                          |
| Status Quo       | «Good Vibrations», исполнитель Marky Mark                                     |
| Femme 5          | «Do It Well», исполнитель Jennifer Lopez                                      |
| Enigma Dance Kru | «I’m So Hood», исполнитель DJ Khaled, Trick Daddy, Rick Ross, T-Pain, и Plies |
| ICONic           | «Cyclone», исполнитель Baby Bash feat T-Pain                                  |
| Breaksk8         | «Get It Shawty», исполнитель Lloyd                                            |
| Kaba Modern      | «Technologic», исполнитель Daft Punk                                          |

Впоследствии судьи выбрали две команды (ICONic and Enigma Dance Kru), и они танцуют под песню Флоу Райды «Low».
- Прошли дальше: Live In Color, JabbaWockeez, Fysh N Chicks, Status Quo, Femme 5, Breaksk8, Kaba Modern
- Двойка худших: Enigma Dance Kru, ICONic
- Выбыли: Enigma Dance Kru

### Неделя 2: Видео Конкурс
- Снято 14 февраля 2008

Каждой команде дали разные видео, которое они должны повторить, сохраняя при этом их собственный стиль.
| Команда       | Песня                                            |
| ------------- | ------------------------------------------------ |
| Kaba Modern   | «Wall to Wall», исполнитель Chris Brown          |
| Live In Color | «Hey Mamа», исполнитель Black Eyed Peas          |
| JabbaWockeez  | «Ice Box», исполнитель Omarion                   |
| Breaksk8      | «Get Up», исполнитель Ciara feat Chamillionaire  |
| ICONic        | «Kiss Kiss», исполнитель Chris Brown feat T-Pain |
| Status Quo    | «U Can’t Touch This», исполнитель MC Hammer      |
| Fysh N Chicks | «Freakum Dress», исполнитель Beyoncé             |
| Femme 5       | «Hollaback Girl», исполнитель Gwen Stefani       |

- Прошли дальше: Kaba Modern, Live In Color, JabbaWockeez, Breaksk8, ICONic, Status Quo
- Двойка худших: Fysh N Chicks, Femme 5
- Выбыли: Femme 5

### Неделя 3: Конкурс Диких Танцев
- Снято 21 февраля 2008

Каждая команда выступает под известные хиты, все ещё показывая свой собственный стиль. Однако, так как некоторые из танцев очень просты, каждой команде были даны определённые задания, которые они должны были выполнить.
| Команда       | Песня                                                      | Испытание                                                              |
| ------------- | ---------------------------------------------------------- | ---------------------------------------------------------------------- |
| Live In Color | «2 Step», исполнитель Unk                                  | Во время своего выступления команда должна менять одежду.              |
| JabbaWockeez  | «Lean wit It, Rock wit It», исполнитель Dem Franchize Boyz | Команда должна создать иллюзию, что она бросает вызов силе гравитации. |
| Breaksk8      | «Cupid Shuffle», исполнитель Cupid                         | Команда должна собраться и соединиться воедино.                        |
| Kaba Modern   | «G-Slide (Tour Bus)», исполнитель Lil Mama                 | Команда должна разбиться на пары и поднять друг друга.                 |
| Fysh N Chicks | «It’s Goin' Down», исполнитель Yung Joc                    | Команда должна станцевать и обмотать назад движения.                   |
| Status Quo    | «Crank That», исполнитель Soulja Boy Tell 'Em              | Во время танца команда должна перевернуться с ног на голову.           |
| ICONic        | «Chicken Noodle Soup», исполнитель DJ Webstar              | Команда должна станцевать на спинах.                                   |

- Прошли дальше: Live In Color, JabbaWockeez, Breaksk8, Kaba Modern, Fysh N Chicks
- В двойке худших: Status Quo, ICONic
- Выбыли: ICONic

### Неделя 4: Конкурс Кино
- Снято 28 февраля 2008

Каждой команде нужно изобразить конкретных персонажей. Судьи будут оценивать, как команде удалось передать через танец идею, персонажей и использовать декорации.
| Команда       | Песня                                                        | Роль                                                                |
| ------------- | ------------------------------------------------------------ | ------------------------------------------------------------------- |
| JabbaWockeez  | «Ayo Technology», исполнитель 50 Cent feat Justin Timberlake | Команда должна изобразить воров.                                    |
| Kaba Modern   | «Sensual Seduction», исполнитель Snoop Dogg                  | Команд должна изобразить мальчиков-ботаников & сексуальных девушек. |
| Status Quo    | «Hey Baby (Jump Off)», исполнитель Bow Wow и Omarion         | Команда должна изобразить автомехаников.                            |
| Breaksk8      | «What Is It», исполнитель Baby Bash feat Sean Kingston       | Команда должна изобразить баскетболистов.                           |
| Fysh N Chicks | «Maneater», исполнитель Nelly Furtado                        | Команда должна изобразить бизнес женщин в городе.                   |
| Live In Color | «B.O.B. (Bombs Over Baghdad)», исполнитель Outkast           | Команда должна изобразить вампиров.                                 |

- Прошли дальше: JabbaWockeez, Kaba Modern, Status Quo, Breaksk8
- В двойке худших: Fysh N Chicks, Live In Color
- Выбыли: Live In Color

### Неделя 5: Конкурс Майкла Джексона
- Снято 6 марта 2008

Каждая команда танцует под известные хиты альбома Майкла Джексона — Thriller в честь 25-й годовщины альбома.
| Команда       | Песня                                                    |
| ------------- | -------------------------------------------------------- |
| Status Quo    | «Wanna Be Startin' Somethin'», исполнитель Майкл Джексон |
| JabbaWockeez  | «P.Y.T. (Pretty Young Thing)», исполнитель Майкл Джексон |
| Kaba Modern   | «Thriller», исполнитель Майкл Джексон                    |
| Fysh N Chicks | «Billie Jean», исполнитель Майкл Джексон                 |
| Breaksk8      | «Beat It», исполнитель Майкл Джексон                     |

- Прошли дальше: Status Quo, JabbaWockeez, Kaba Modern
- В двойке худших: Breaksk8, Fysh N Chicks
- Выбыли: Fysh N Chicks

### Неделя 6: Бродвейский Конкурс
- Снято 13 марта 2008

В начале шоу команды объединились, и станцевали под хип-хоп ремикс песни Annie’s — «It’s the Hard Knock Life.» Каждая команда должна станцевать под музыку из известного мюзикла, добавляя к Бродвейскому стилю свой собственный.
| Команда      | Мюзикл        | Песня                        |
| ------------ | ------------- | ---------------------------- |
| Status Quo   | Лак для волос | «You Can’t Stop the Beat»    |
| JabbaWockeez | Чикаго        | «All That Jazz»              |
| Kaba Modern  | Бриолин       | «You’re the One That I Want» |
| Breaksk8     | Девушки мечты | «One Night Only»             |

- Прошли дальше: Status Quo, JabbaWockeez
- В двойке худших: Kaba Modern, Breaksk8
- Выбыли: Breaksk8

### Неделя 7: Конкурс: Эволюция Стрит Дэнса
- Снято 20 марта 2008

Каждая команда будет танцевать известные уличные танцы последних 30 лет.
| Песня                                                   |
| ------------------------------------------------------- |
| «Funkytown», исполнитель Lipps Inc.                     |
| «It’s like That», исполнитель Run DMC feat Jason Nevins |
| «It’s Just Begun», исполнитель Jimmy Castor             |
| «Push It», исполнитель Salt-n-Pepa                      |
| «Bye Bye Bye», исполнитель 'N Sync                      |
| «Get Buck in Here», исполнитель DJ Felli Fel            |

- Прошли дальше: Status Quo
- В двойке худших: JabbaWockeez, Kaba Modern
- Выбыли: Kaba Modern

В последнем испытании 2 команды должны доказать, почему именно они достойны звания Королей Танцпола.
Команде Kaba Modern присудили звание «Короли Танцпола, Видеоигра», но этого не было показано на телевидении.
| Команда      | Название работы |
| ------------ | --------------- |
| Status Quo   | Джек в коробке  |
| JabbaWockeez | Красная пилюля  |

### Неделя 8: Финал
- Снято 27 марта 2008

Выбывшие команды первого сезона возвратились и объединились с оставшимися двумя командами для создания совместного танца. Вместо того, чтобы соперничать, JabbaWockeez и Status Quo объединились для их последнего танца.
| Команда                                             | Песня                                                     |
| --------------------------------------------------- | --------------------------------------------------------- |
| Запад: JabbaWockeez, Kaba Modern, and Fysh N Chicks | «Tell Me When To Go», исполнитель E-40 feat Keak Da Sneak |
| Юг: Live In Color и Enigma Dance Kru                | «Get Low», исполнитель Lil Jon и The Eastside Boys        |
| Восток: Status Quo and ICONic                       | «Phenomenon», исполнитель LL Cool J                       |
| Средний запад: Breaksk8 и Femme 5                   | «Pop, Lock & Drop It», исполнитель Huey                   |
| JabbaWockeez и Status Quo                           | Stomp the Yard                                            |
| JabbaWockeez                                        | «Stronger», исполнитель Kanye West                        |

27 марта 2008, JabbaWockeez были коронованы Королями танцола первого сезона, в то время как Status Quo были объявлены участниками, занявшими второе место.
- Победители: JabbaWockeez
- Второе место: Status Quo.